# Svart

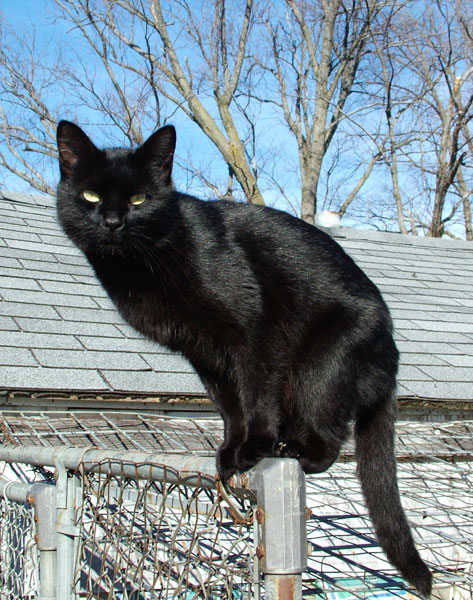

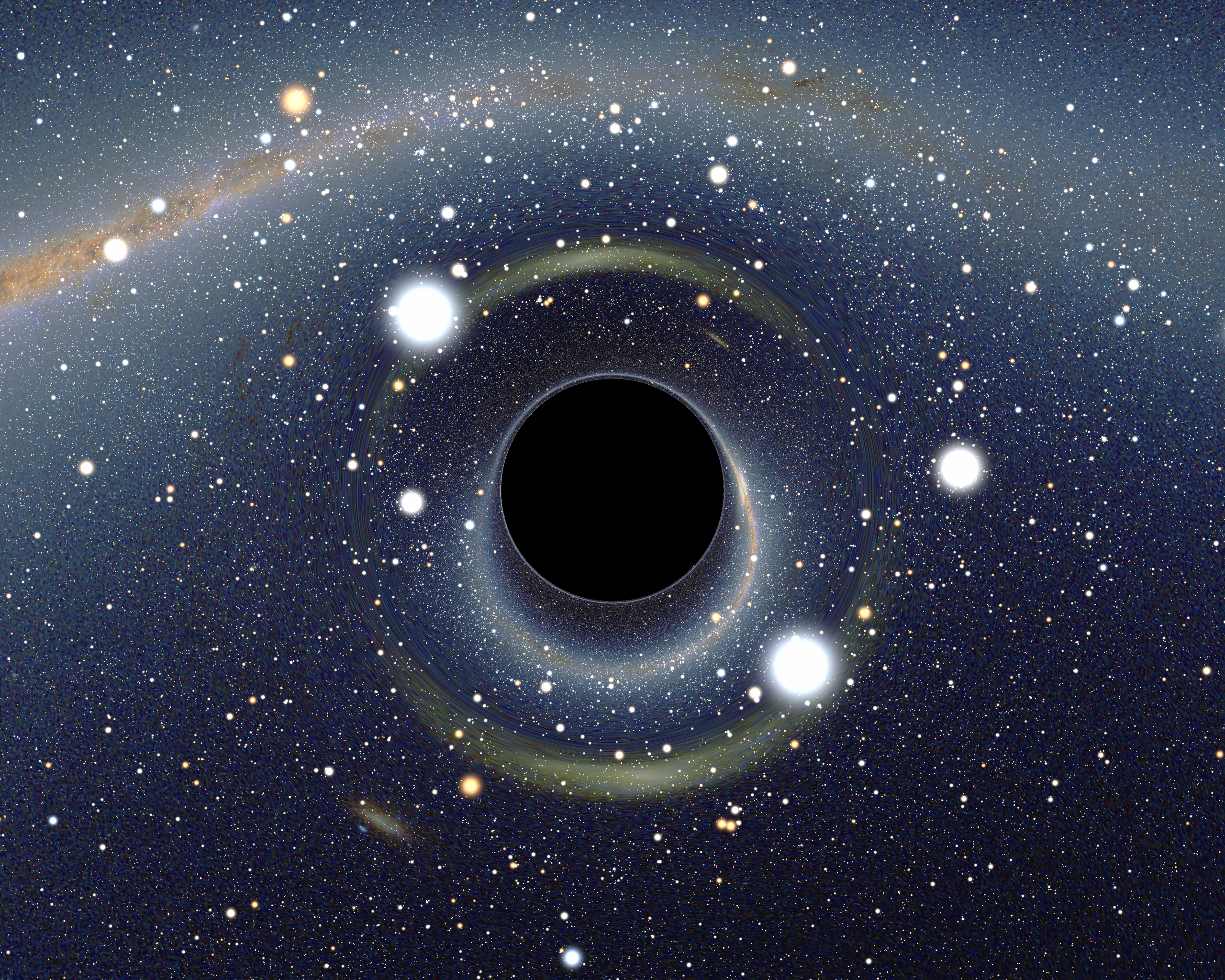
Svart, som i namnet "ett svart hål", här i en artistisk representation, kan stå för en total frånvaro av ljus.

Svart är en mycket mörk färg som i idealfallet inte drar mot någon annan färg, alltså saknar kulörthet.  I det standardiserade färgbeteckningssystemet NCS är svart en av sex elementarfärger och betecknas med S. Till skillnad från kulörta färger kan svart inte definieras genom hänvisning till strålningsvåglängd. Upplevelsen av svart uppstår i stället genom kontrast mot någonting som vi ser som vitt.

## Etymologi
Ordet svart härrör från en germansk språkstam och finns i olika varianter i till exempel forntyskan och fornnordiskan. I svenskan användes tidigare ordet blå för att beteckna färgen svart. Harald Blåtand, till exempel, kallades troligen så för att hans tand var svart och inte blå; motsvarande gäller för Blåkulla och blåman.
Ordet svart finns med i många namn och fasta uttryck:
- Svart på vitt avser en skriven bekräftelse med (ursprungligen) svart bläck på vitt papper. Ofta i överförd bemärkelse i betydelsen "tydligt" eller "ovedersägligt".
- Svarta havet syftar på havets ogästvänliga karaktär. Motsvarande namn finns även i ryskan och turkiskan.
- Svartkonst är magi med hjälp av de döda. Ordet har motsvarigheter i ett flertal europeiska språk och är bildat ur det grekiska nekromanteia som har denna betydelse, via latinets nigromantia som har stor ljudlikhet med det grekiska ordet men där första ledets betydelse i stället tolkats som niger, det latinska ordet för svart.
- Svartsjuk har funnits i svenskan sedan 1650 men har oklart ursprung.

## Färgsymbolik och associationer
Färgen svart är förknippad med en mängd associationer, föreställningar och symboliska betydelser. Här finns stora skillnader mellan olika kulturer, och även mellan subkulturer, och den enskilda personens associationer är dessutom alltid personliga. När det gäller färgers fysiologiska och psykologiska påverkan på människor finns mycket litet vetenskapligt belagt, och populärpressen presenterar ofta faktoider som forskare inom området inte kan bekräfta.
Mycket av färgers symboliska betydelser kan härledas till människors gemensamma och direkta erfarenheter av världen omkring oss, och när det gäller svart så har de självklara associationerna med mörker, natt och tomrum att göra. Ofta leder dessa associationer till att ge färgen och färgordet en negativ innebörd, som i "svart lista", "svart humor" eller "svart marknad". I den västerländska kulturkretsen är svart dödens och sorgens färg, och enligt vissa forskare förknippas svart med negativa saker i många kulturer. Detta är dock inte allmängiltigt, och när det gäller till exempel kläder kan svart förmedla prestige och/eller en stark gruppidentitet. En positiv association, som i alla fall tidigare återfanns i en del av Indien, är synen på svart som det allra vackraste samtidigt som vitt var bärare av negativa associationer.
I det forntida Egypten associerades svart med positiva ting som jordens fertilitet och därmed föda och rikedom, och var guden Anubis färg. Antikens greker såg svart som en negativ färg och associerade det med underjorden, Hades och Tartaros. Den antika temperamentsläran kopplar samman svart med kroppsvätskan svart galla och svart betecknar i detta sammanhang melankoliskt temperament.
I det romerska riket associerades svart med grymhet, brutalitet och ondska. Det är känt att romarna bar svart - liksom blått, som ansågs vara närliggande - som sorgfärg. Det låg nära till hands att associera svart med döden och därmed sorgen, då dödsriket associerades med natten och mörkret.
Inom den medeltida färgsymboliken stod svart för hemlighet och mystik, men inte en alltid i negativ bemärkelse. Den "svarta riddaren", en gestalt ur medeltida poesi, var en hemlighetsfull, mystisk men mäktig gestalt, som ofta slogs för det goda.
I kristen tradition har svart varit förknippat med djävulen. Sådan magi som avsåg att skada människor och egendom kallades svartkonst, och svarta katter har i många kulturers folktro setts som onda och otursbärande. I bland annat Storbritannien (och även stora delar av Asien) ses de dock som lyckobringande. Inom både protestantisk och katolsk liturgi symboliserar svart döden och sorgen.
Inom äldre kinesisk kultur associerades svart med vatten av de fem grundläggande elementen och med norr av riktningarna.
Svart kan inom politik syfta på anarkism och syndikalism, men också, med hänvisning till Mussolinis svartskjortor, på fascism. I den panafrikanska flaggan och i rörelser som Black Panters ger den svarta färgen en positiv hänvisning till hudfärg. Svart är även färgen för det tyska kristdemokratiska partiet CDU och dess union på förbundsnivå med CSU, CDU/CSU, liksom tidigare de österrikiska kristdemokraterna Österrikiska folkpartiet, vilket har sitt ursprung i prästernas svarta ämbetsdräkter.

## Svart i konst och mode

### Forntiden och antiken
Svart var en av de första färger människan använde i konsten, och finns representerad i grottmålningar från paleolitisk tid.
I antikens Grekland var de fyra huvudfärgerna inom måleriet rött, gult, svart och vitt.
I det antika Romerska riket var purpur (lila) färgen för kejsare, rött soldaters färg, vitt prästerskapets, och svart den färg som bars av hantverkare och konstnärer; den färg som användes till kläder var dock av dålig kvalitet och bleknade snart till grått eller brunt.

### Medeltiden

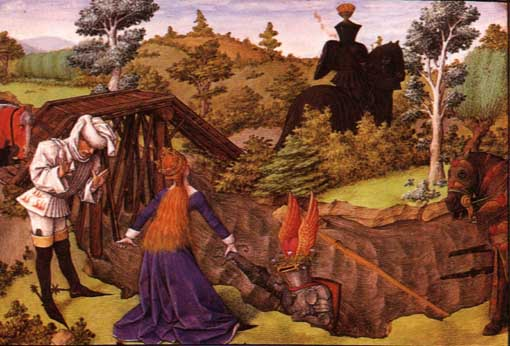
Den svarta riddaren i bakgrunden.

Under medeltiden var svart länge en ovanlig färg till kläder. Svart bars av medlemmar ur benediktinorden som tecken på ödmjukhet och botgöring. Under 1300-talet dök en ny teknik för färgning upp som gjorde det möjligt med en djupare och mer intensiv svartfärg till kläder. Eftersom intensiva färger var populära bland de rika, innebar detta att svart blev en mer vanlig färg inom modet under 1300-talet, dock främst som delar av kläder. Under 1400-talet blev svart och grönt populära modefärger.

### Nyare tid
Under den spanska modeperioden 1550–1620 var svart den i särklass mest populära basfärgen för kläder i Europa. Den svarta färgen användes för att fästa uppmärksamheten på andra saker än kläderna. Under renässansen blev bildning, utveckling av personliga talanger och kännedom om konst och etikett en klassmarkör som användes av eliten för att signalera status och privilegium, och svart blev en färg som användes för att fästa uppmärksamheten på bärarens personliga kvaliteter, och demonstrera att denna inte behövde använda dyrbara färger för att visa status. Färgen ansågs symbolisera makt, värdighet, ödmjukhet och självkontroll, egenskaper som ansågs tillhöra eliten. 
Samtidigt som svart användes av makteliten under 1500-talet, kom färgen parallellt också att anta en annan betydelse som symbolen för den protestantiska medelklassen. Flera protestantiska ideologer under reformationen, som Jean Calvin och Philip Melanchthon kritiserade de färggranna katolska kyrkorna och kritiserade rött, purpur och lila, som bars av det katolska prästerskapet, och i förlängningen även andra färgglada färger, som ett tecken på den katolska kyrkans lyx och därmed synd och mänsklig fåfänglighet, och förespråkade istället svart som en ödmjukt anspråkslös färg. 
Svart kom därför att anses som en lämplig färg för protestanter under det nederländska frihetskriget, som slutade med att Nederländerna blev en republik dominerad av protestantiska borgare. Svart blev det protestantiska holländska borgerskapets sätt att signalera respektabilitet och fromhet, något som skulle särskilja dem både från vad som sågs som den dekadenta adeln och den primitiva bondebefolkningen, och under 1600-talet blev svart i hela Europa den färg som föredrogs av borgerskapet för att särskilja dem från adel och bondebefolkning och utmärka dem som respektabla och gudsfruktiga. 
Under 1700-talets rokoko blev svart omodernt, då rokokon föredrog pastellfärger, men användes i sorgdräkter och olika typer av uniformer, som till exempel hovdräkter. 
Under 1800-talet blev svart en av de mest populära modefärgerna. Den viktorianska tiden var en period när färger över huvud taget ansågs vara något kvinnligt, och svart, grått, vitt, brunt och marinblått blev de anda accepterade färgerna för män. Svart associerades med respektabilitet, behärskning och den framväxande industrialismen, och identifierades som en lämplig färg för män, då dessa egenskaper sågs som maskulina. Mannen var under den viktorianska tiden nästan ständigt svartklädd.   
Svart symboliserade också sorg och melankoli, känslor som idealiserades under romantiken. Drottning Viktoria bar svart sorgdräkt från den tid hon blev änka 1861 till sin död 1901, något som även passade in i tidsandans idealiserande av en evig kärlekssorg. 
Svart, som dessutom länge hade associerats med respektabilitet, blev under 1800-talet också en självklar och praktisk basfärg för kläder för alla samhällsklasser till både vardag och fest.

## Svart som webbfärg och i CMYK
Svart är en av de sexton ursprungliga HTML-färgerna för webbsidor. Dess koordinater visas i boxen härinvid.
Svart, med benämningen K (Key colour) är också en av grundfärgerna i CMYK-systemet för fyrfärgstryck.

## Galleri

Svart leopard
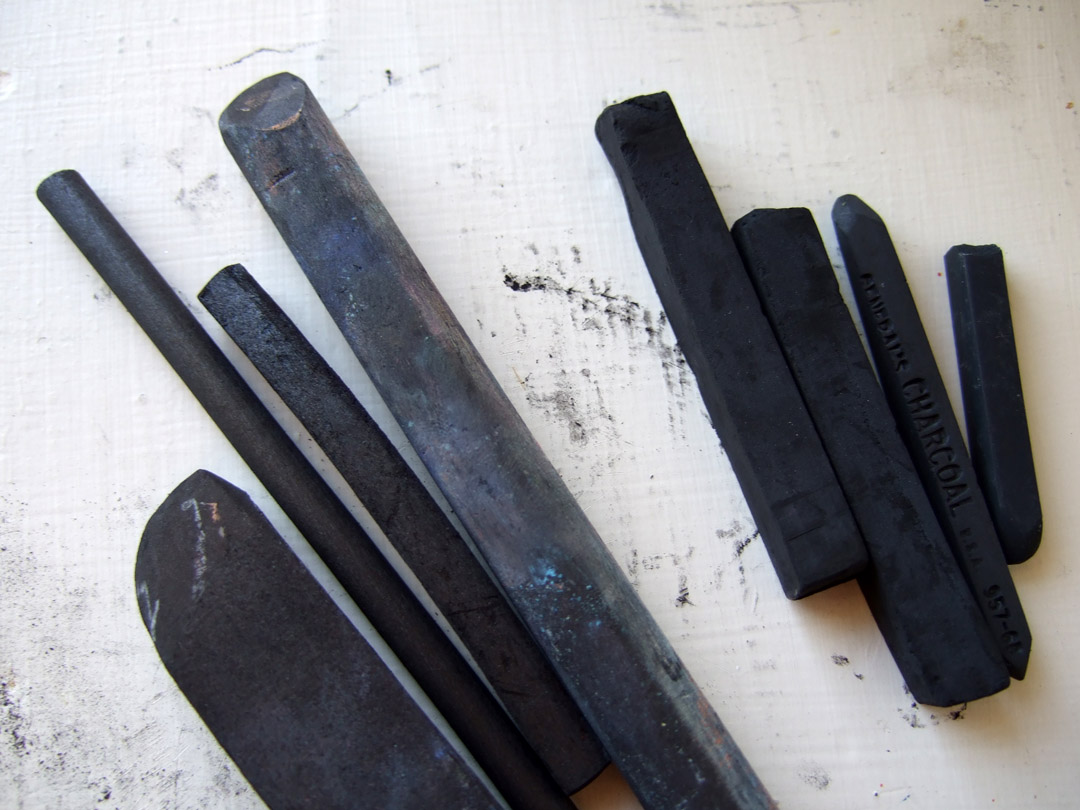
Svart krita
Svart ingick som färg i vissa klosterordnar.
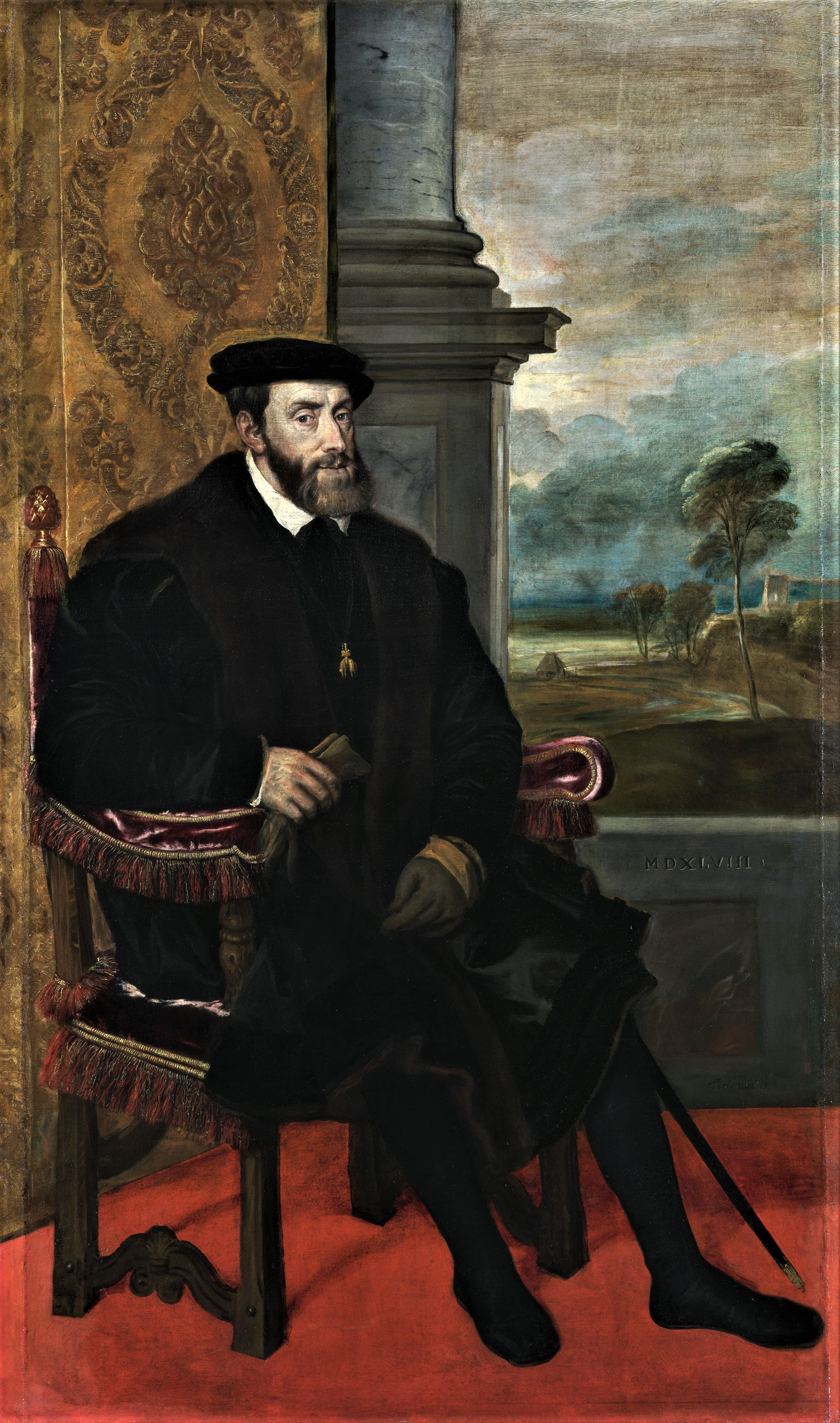
Under renässansen blev svart en exklusiv färg som skulle framhäva övriga egenskaper.
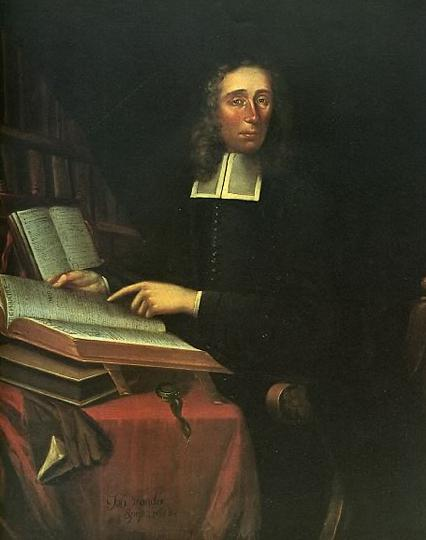
Increase Mather
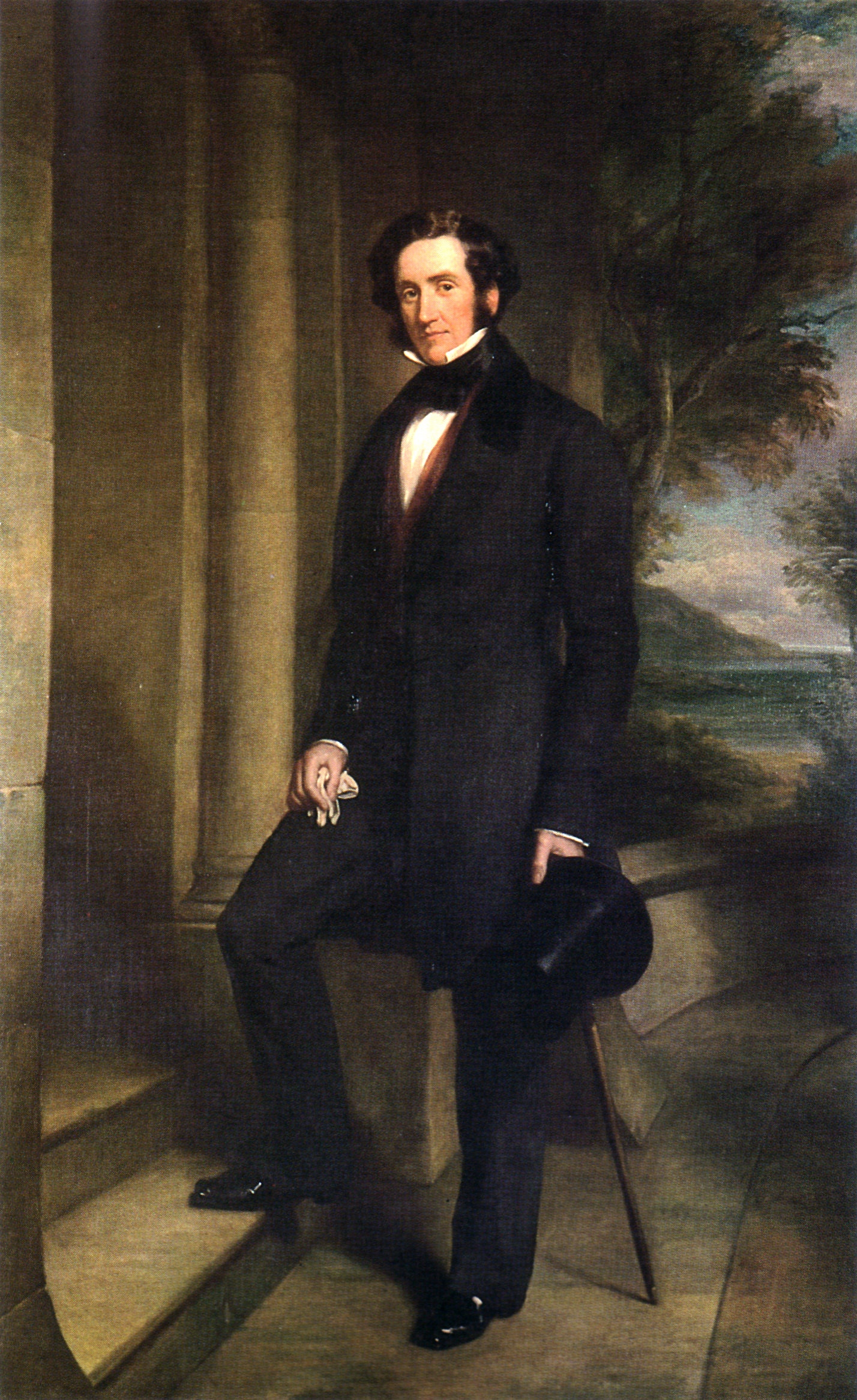
Under 1800-talet blev den helsvarta klädseln en symbol för manlighet och män förväntades inte bära färger.
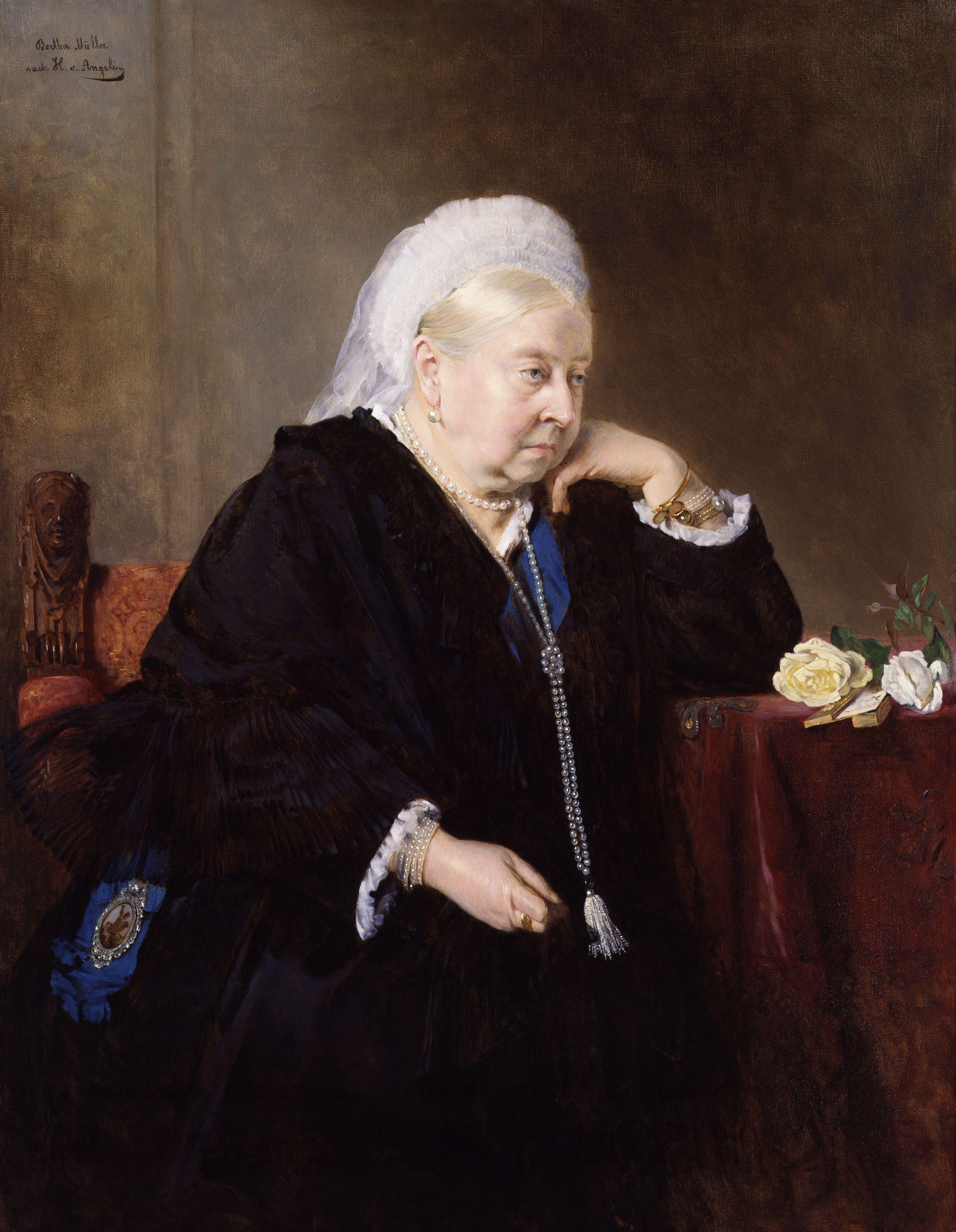
Svart var länge etablerat som sorgfärd. Drottning Victoria bar sorgklädsel i fyrtio år efter sin döda make.
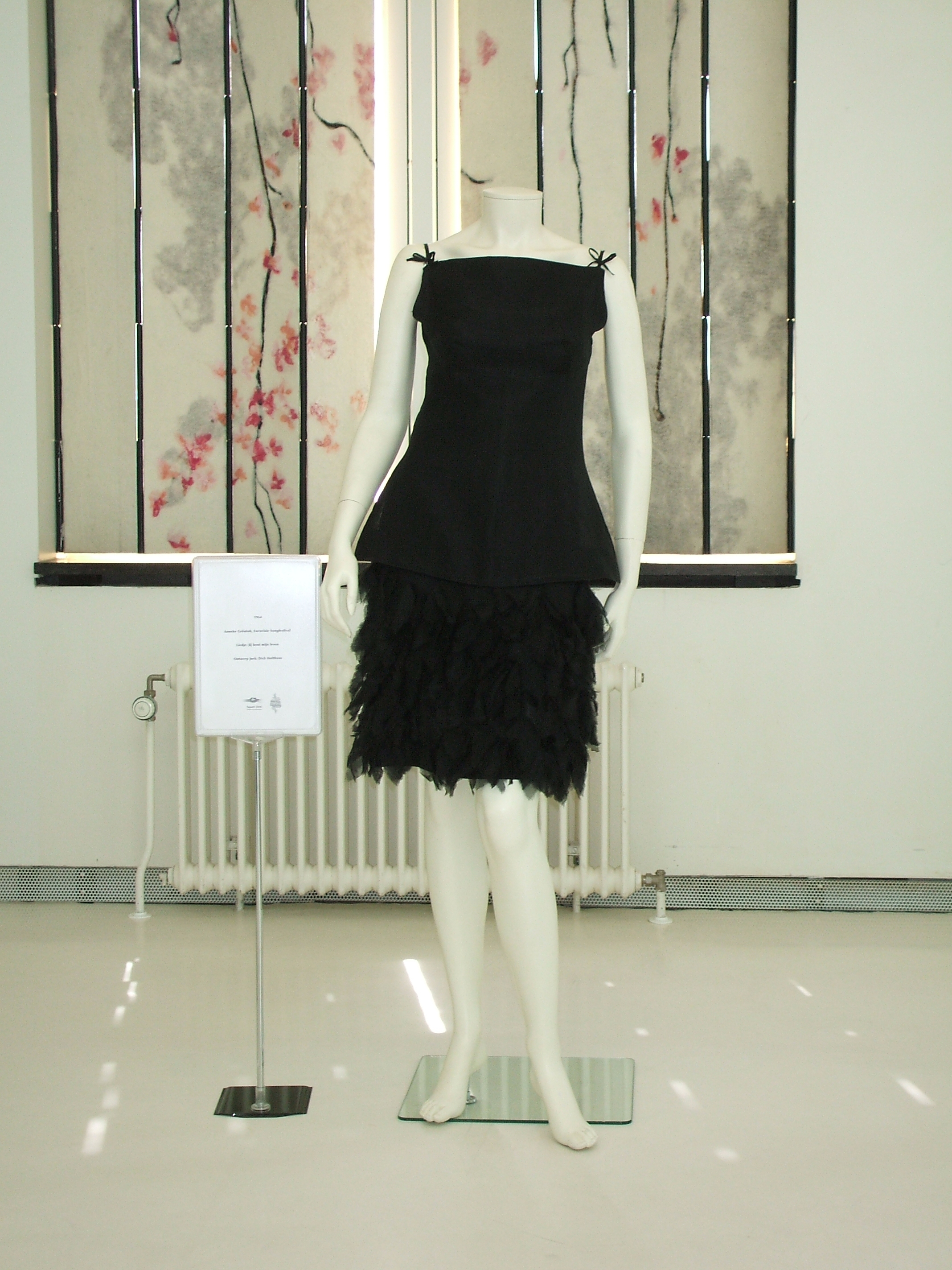
Den lilla svarta, 1964
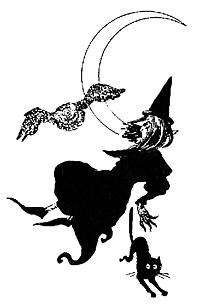
Svart associerades med häxor.
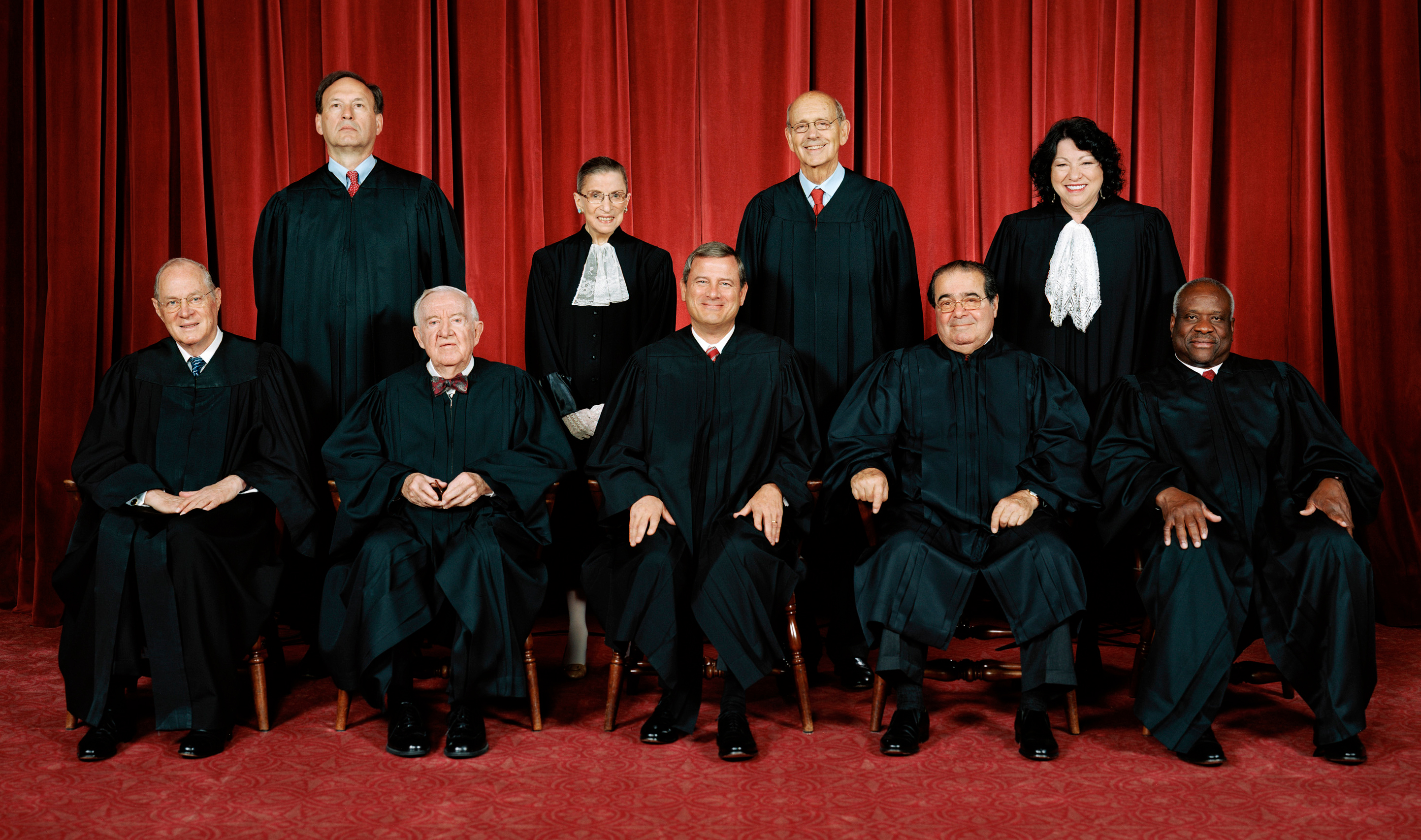
Svart är en färg för domares ämbetsdräkt.